# Mhamsa
La mhamsa, plat traditionnel maghrébin, est un mets à base de pâtes de farine en forme de petits plombs, préparé sous forme de soupe.
Elle existe également sous forme industrielle dans les épiceries orientales ou italiennes sous le nom de « petits plombs ».
Le kusksu de Malte s'apparente à la mhamsa et la fregula de Sardaigne est un format de pâtes qui s'y apparente aussi.
Il existe une variante israélienne appelée ptitim (פתיתים), aussi connue sous le nom de « couscous israélien », qui fut développée dans les années 1950 pendant la période d'austérité en Israël.

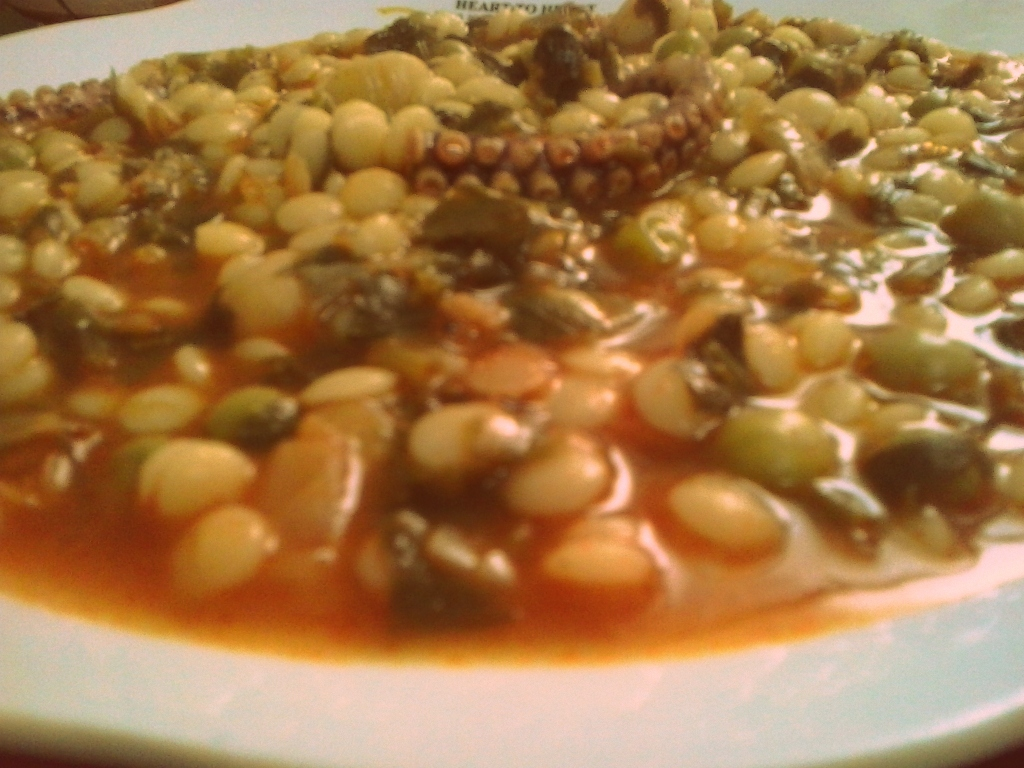
Mhamsa au poulpe.
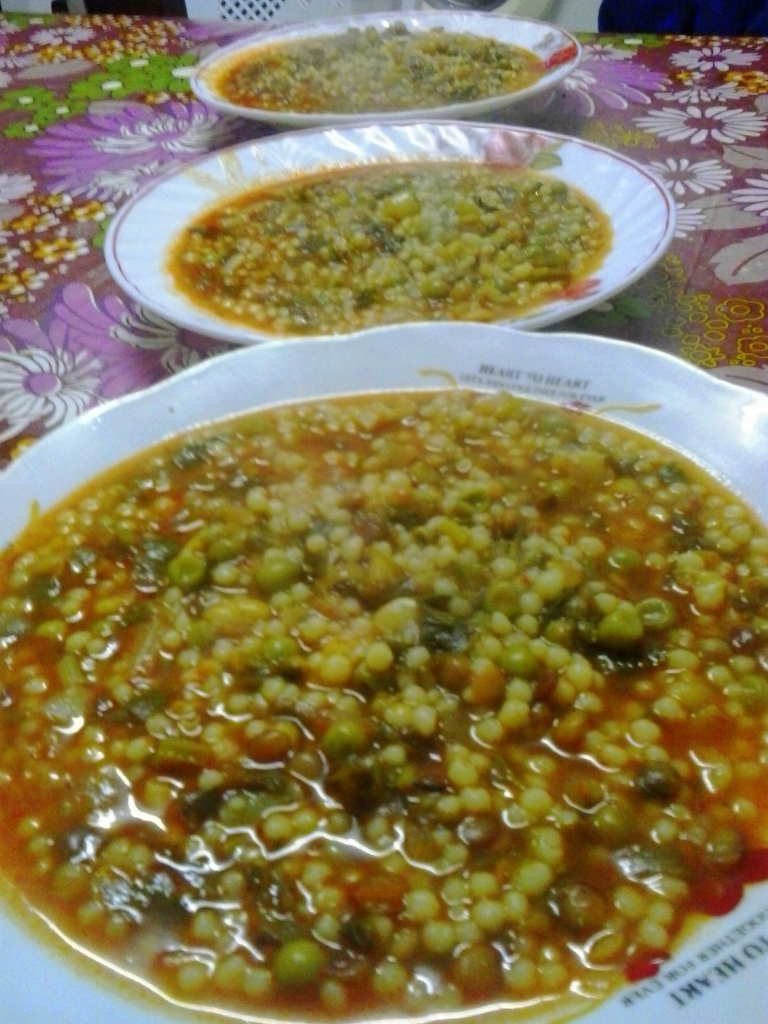
Mhamsa aux légumes.

## Variantes

### Algérie
En Algérie, il est préparé souvent avec du lait et du sucre pendant l'hiver.

### Tunisie
Les pâtes sont préparées de façon artisanale à partir de farine puis elles sont exposées au soleil, séchées et conservées. On en trouve aussi dans les supermarchés et les magasins spécialisés.